# Xanthosia hederifolia
Xanthosia hederifolia är en flockblommig växtart som beskrevs av George Bentham. Xanthosia hederifolia ingår i släktet Xanthosia och familjen flockblommiga växter. Inga underarter finns listade i Catalogue of Life.